# Élections législatives de 1997 en Indre-et-Loire
Les élections législatives françaises de 1997 se déroulent les 25 mai et 1er juin 1997. Dans le département d'Indre-et-Loire, cinq députés sont à élire dans le cadre de cinq circonscriptions.

## Élus
| Circonscription | Député sortant        | Parti | Parti         | Député élu ou réélu        | Parti | Parti    |
| --------------- | --------------------- | ----- | ------------- | -------------------------- | ----- | -------- |
| 1re             | Jean Royer            |       | Divers droite | Renaud Donnedieu de Vabres |       | UDF (PR) |
| 2e              | Jean-Jacques Filleul  |       | PS            | Jean-Jacques Filleul       |       | PS       |
| 3e              | Jean-Jacques Descamps |       | UDF (PPDF)    | Marisol Touraine           |       | PS       |
| 4e              | Hervé Novelli         |       | UDF (PR)      | Yves Dauge                 |       | PS       |
| 5e              | Philippe Briand       |       | RPR           | Philippe Briand            |       | RPR      |

## Résultats

### Résultats à l'échelle du département
| Parti          | Parti                               | Premier tour | Premier tour | Second tour | Second tour | Sièges |
| Parti          | Parti                               | Voix         | %            | Voix        | %           | Sièges |
| -------------- | ----------------------------------- | ------------ | ------------ | ----------- | ----------- | ------ |
|                | Parti socialiste                    | 70 708       | 30,29        | 128 087     | 51,32       | 3      |
|                | Parti communiste français           | 16 366       | 7,01         |             |             | 0      |
|                | Les Verts                           | 5 969        | 2,56         | 0           |             |        |
|                | Mouvement des citoyens              | 2 922        | 1,25         | 0           |             |        |
|                | Divers gauche                       | 927          | 0,40         | 0           |             |        |
|                | Gauche plurielle                    | 96 892       | 41,51        | 128 087     | 51,32       | 3      |
|                |                                     |              |              |             |             |        |
|                | Union pour la démocratie française  | 40 377       | 17,30        | 71 099      | 28,49       | 1      |
|                | Rassemblement pour la République    | 38 100       | 16,32        | 50 382      | 20,19       | 1      |
|                | La Droite indépendante              | 9 396        | 4,03         |             |             | 0      |
|                | Droite parlementaire                | 87 873       | 37,65        | 121 481     | 48,68       | 2      |
|                |                                     |              |              |             |             |        |
|                | Front national                      | 29 133       | 12,48        |             |             | 0      |
|                | Extrême gauche dont LCR, LO et PT   | 9 866        | 4,23         | 0           |             |        |
|                | Divers écologiste dont LT-LNÉ et GÉ | 9 294        | 3,98         | 0           |             |        |
|                | Divers                              | 344          | 0,15         | 0           |             |        |
|                |                                     |              |              |             |             |        |
| Inscrits       | Inscrits                            | 363 772      | 100,00       | 363 728     | 100,00      | 5      |
| Abstentions    | Abstentions                         | 117 113      | 32,19        | 100 256     | 27,56       |        |
| Votants        | Votants                             | 246 659      | 67,81        | 263 472     | 72,44       |        |
| Blancs et nuls | Blancs et nuls                      | 13 257       | 5,37         | 13 904      | 5,28        |        |
| Exprimés       | Exprimés                            | 233 402      | 94,63        | 249 568     | 94,72       |        |

### Résultats par circonscription

#### Première circonscription (Tours)
| Candidat       | Candidat                       | Parti          | Premier tour | Premier tour | Second tour | Second tour |  |
| Candidat       | Candidat                       | Parti          | Voix         | %            | Voix        | %           |  |
| -------------- | ------------------------------ | -------------- | ------------ | ------------ | ----------- | ----------- |  |
|                | Jean-Patrick Gille             | PS             | 8 694        | 27,86        | 16 280      | 48,92       |  |
|                | Renaud Donnedieu de Vabres élu | UDF (PR)       | 6 470        | 20,73        | 16 998      | 51,08       |  |
|                | Michèle Beuzelin               | RPR            | 5 606        | 17,96        |             |             |  |
|                | Jean Verdon                    | FN             | 3 795        | 12,16        |             |             |  |
|                | Pierre Texier                  | PCF            | 1 496        | 4,79         |             |             |  |
|                | Dominique Boutin               | Les Verts      | 1 339        | 4,29         |             |             |  |
|                | Arnaud Roy                     | LDI (MPF)      | 881          | 2,82         |             |             |  |
|                | Claude Guillaumaud             | GÉ             | 877          | 2,81         |             |             |  |
|                | Jean-Michel Hernandez          | LO             | 829          | 2,66         |             |             |  |
|                | Philippe Mesmin                | MDC            | 476          | 1,53         |             |             |  |
|                | Mostefa Ramdane                | LCR            | 419          | 1,34         |             |             |  |
|                | Benoist de Tarlé               | US4J           | 326          | 1,04         |             |             |  |
|                |                                |                |              |              |             |             |  |
| Inscrits       | Inscrits                       | Inscrits       | 52 735       | 100,00       | 52 735      | 100,00      |  |
| Abstentions    | Abstentions                    | Abstentions    | 20 384       | 38,65        | 17 825      | 33,8        |  |
| Votants        | Votants                        | Votants        | 32 351       | 61,35        | 34 910      | 66,2        |  |
| Blancs et nuls | Blancs et nuls                 | Blancs et nuls | 1 143        | 3,53         | 1 632       | 4,67        |  |
| Exprimés       | Exprimés                       | Exprimés       | 31 208       | 96,47        | 33 278      | 95,33       |  |

#### Deuxième circonscription (Amboise)
| Candidat       | Candidat                           | Parti          | Premier tour | Premier tour | Second tour | Second tour |  |
| Candidat       | Candidat                           | Parti          | Voix         | %            | Voix        | %           |  |
| -------------- | ---------------------------------- | -------------- | ------------ | ------------ | ----------- | ----------- |  |
|                | Jean-Jacques Filleul sortant réélu | PS             | 17 274       | 33,42        | 28 768      | 52,44       |  |
|                | Bernard Debré                      | RPR            | 16 832       | 32,56        | 26 088      | 47,56       |  |
|                | Michel Hubault                     | FN             | 6 599        | 12,77        |             |             |  |
|                | Éric Carreau                       | PCF            | 2 615        | 5,06         |             |             |  |
|                | Fabien Riolet                      | LDI (MPF)      | 1 973        | 3,82         |             |             |  |
|                | Nathalie Bellanger                 | GÉ             | 1 941        | 3,76         |             |             |  |
|                | Étienne Cherblanc                  | LO             | 1 600        | 3,1          |             |             |  |
|                | Laurent Canot                      | Les Verts      | 1 407        | 2,72         |             |             |  |
|                | Dominique Pohier                   | US4J           | 601          | 1,16         |             |             |  |
|                | Luigi Méry                         | PT             | 503          | 0,97         |             |             |  |
|                | Luc Gervais                        | Divers         | 344          | 0,67         |             |             |  |
|                |                                    |                |              |              |             |             |  |
| Inscrits       | Inscrits                           | Inscrits       | 78 070       | 100,00       | 78 069      | 100,00      |  |
| Abstentions    | Abstentions                        | Abstentions    | 23 533       | 30,14        | 20 008      | 25,63       |  |
| Votants        | Votants                            | Votants        | 54 537       | 69,86        | 58 061      | 74,37       |  |
| Blancs et nuls | Blancs et nuls                     | Blancs et nuls | 2 848        | 5,22         | 3 205       | 5,52        |  |
| Exprimés       | Exprimés                           | Exprimés       | 51 689       | 94,78        | 54 856      | 94,48       |  |

#### Troisième circonscription (Loches)
| Candidat       | Candidat                      | Parti             | Premier tour | Premier tour | Second tour | Second tour |  |
| Candidat       | Candidat                      | Parti             | Voix         | %            | Voix        | %           |  |
| -------------- | ----------------------------- | ----------------- | ------------ | ------------ | ----------- | ----------- |  |
|                | Jean-Jacques Descamps sortant | UDF (PPDF)        | 17 450       | 31,43        | 27 686      | 46,51       |  |
|                | Marisol Touraine élue         | PS                | 16 226       | 29,23        | 31 835      | 53,49       |  |
|                | Marie-France Beaufils         | PCF               | 6 560        | 11,82        |             |             |  |
|                | Olivier Chalmel               | FN                | 6 485        | 11,68        |             |             |  |
|                | Gérard Kerisit                | LDI (MPF)         | 2 308        | 4,16         |             |             |  |
|                | Mickaël Klun                  | GÉ                | 1 781        | 3,21         |             |             |  |
|                | Michel Deguet                 | LO                | 1 701        | 3,06         |             |             |  |
|                | Joël Thalineau                | Divers écologiste | 1 374        | 2,47         |             |             |  |
|                | Jean-Louis Pierre             | MDC               | 1 061        | 1,91         |             |             |  |
|                | Serge Kuchmann                | PT                | 570          | 1,03         |             |             |  |
|                |                               |                   |              |              |             |             |  |
| Inscrits       | Inscrits                      | Inscrits          | 84 251       | 100,00       | 84 204      | 100,00      |  |
| Abstentions    | Abstentions                   | Abstentions       | 25 160       | 29,86        | 21 424      | 25,44       |  |
| Votants        | Votants                       | Votants           | 59 091       | 70,14        | 62 780      | 74,56       |  |
| Blancs et nuls | Blancs et nuls                | Blancs et nuls    | 3 575        | 6,05         | 3 259       | 5,19        |  |
| Exprimés       | Exprimés                      | Exprimés          | 55 516       | 93,95        | 59 521      | 94,81       |  |

#### Quatrième circonscription (Chinon)
| Candidat       | Candidat               | Parti          | Premier tour | Premier tour | Second tour | Second tour |  |
| Candidat       | Candidat               | Parti          | Voix         | %            | Voix        | %           |  |
| -------------- | ---------------------- | -------------- | ------------ | ------------ | ----------- | ----------- |  |
|                | Hervé Novelli sortant  | UDF (PR)       | 16 457       | 32,66        | 26 415      | 49,15       |  |
|                | Yves Dauge élu         | PS             | 14 884       | 29,54        | 27 325      | 50,85       |  |
|                | Agnès Belbéoch         | FN             | 6 715        | 13,33        |             |             |  |
|                | Jean-Marie Lepézel     | PCF            | 3 147        | 6,25         |             |             |  |
|                | Jean-Jacques Prodhomme | LO             | 2 212        | 4,39         |             |             |  |
|                | Henri Gaulandeau       | LDI (MPF)      | 2 132        | 4,23         |             |             |  |
|                | Monique Chevet         | Les Verts      | 1 905        | 3,78         |             |             |  |
|                | Josselin de Lespinay   | GÉ             | 1 550        | 3,08         |             |             |  |
|                | Francis Gérard         | MDC            | 1 385        | 2,75         |             |             |  |
|                |                        |                |              |              |             |             |  |
| Inscrits       | Inscrits               | Inscrits       | 79 368       | 100,00       | 79 373      | 100,00      |  |
| Abstentions    | Abstentions            | Abstentions    | 25 937       | 32,68        | 22 439      | 28,27       |  |
| Votants        | Votants                | Votants        | 53 431       | 67,32        | 56 934      | 71,73       |  |
| Blancs et nuls | Blancs et nuls         | Blancs et nuls | 3 044        | 5,7          | 3 194       | 5,61        |  |
| Exprimés       | Exprimés               | Exprimés       | 50 387       | 94,3         | 53 740      | 94,39       |  |

#### Cinquième circonscription (Langeais)
| Candidat       | Candidat                      | Parti          | Premier tour | Premier tour | Second tour | Second tour |  |
| Candidat       | Candidat                      | Parti          | Voix         | %            | Voix        | %           |  |
| -------------- | ----------------------------- | -------------- | ------------ | ------------ | ----------- | ----------- |  |
|                | Philippe Briand sortant réélu | RPR            | 15 662       | 35,12        | 24 294      | 50,43       |  |
|                | Claude Roiron                 | PS             | 13 630       | 30,56        | 23 879      | 49,57       |  |
|                | Pierre Le Goux                | FN             | 5 539        | 12,42        |             |             |  |
|                | Pierre Lambert                | PCF            | 2 548        | 5,71         |             |             |  |
|                | Jean-Claude Huault            | LDI (MPF)      | 2 102        | 4,71         |             |             |  |
|                | Sylvie Thiébaut               | LO             | 2 032        | 4,56         |             |             |  |
|                | Michel Ries                   | Les Verts      | 1 318        | 2,96         |             |             |  |
|                | Jean-Luc Girardot             | GÉ             | 1 052        | 2,36         |             |             |  |
|                | Robert Bryche                 | LT-LNÉ         | 719          | 1,61         |             |             |  |
|                |                               |                |              |              |             |             |  |
| Inscrits       | Inscrits                      | Inscrits       | 69 348       | 100,00       | 69 347      | 100,00      |  |
| Abstentions    | Abstentions                   | Abstentions    | 22 099       | 31,87        | 18 560      | 26,76       |  |
| Votants        | Votants                       | Votants        | 47 249       | 68,13        | 50 787      | 73,24       |  |
| Blancs et nuls | Blancs et nuls                | Blancs et nuls | 2 647        | 5,6          | 2 614       | 5,15        |  |
| Exprimés       | Exprimés                      | Exprimés       | 44 602       | 94,4         | 48 173      | 94,85       |  |